# Tarkām
Tarkām (persiska: تِر كام, تركام, Ter Kām) är en ort i Iran.   Den ligger i provinsen Mazandaran, i den norra delen av landet, 200 km öster om huvudstaden Teheran. Tarkām ligger 1 339 meter över havet och antalet invånare är 180.
Terrängen runt Tarkām är kuperad åt nordost, men åt sydväst är den bergig. Runt Tarkām är det ganska tätbefolkat, med 111 invånare per kvadratkilometer. Närmaste större samhälle är Kīāsar, 6,4 km väster om Tarkām. Trakten runt Tarkām består till största delen av jordbruksmark.